# 戈登·格雷厄姆
戈登·马里昂·格雷厄姆（英語：Gordon Marion Graham，1918年2月16日—2008年3月22日）是美国空军中将，曾担任駐日美軍司令。